# Valencsik Dávid
Valencsik Dávid (Szarvas, 1996. március 26. –) magyar labdarúgó, jelenleg a Tiszakécske játékosa.

## Pályafutása

### Tiszakécske
2024. január 26-án a Tiszakécske csapatához igazolt.

## Statiszta

### Klubcsapatokban
2017. október 1-jén frissítve
| Klub                  | Szezon           | Bajnokság        | Bajnokság       | Bajnokság | Kupa            | Kupa  | Európa          | Európa | Egyéb           | Egyéb | Összesen        | Összesen |
| Klub                  | Szezon           | Bajnokság        | Pályára lépések | Gólok     | Pályára lépések | Gólok | Pályára lépések | Gólok  | Pályára lépések | Gólok | Pályára lépések | Gólok    |
| --------------------- | ---------------- | ---------------- | --------------- | --------- | --------------- | ----- | --------------- | ------ | --------------- | ----- | --------------- | -------- |
| Ferencváros           | 2015–            | NB I             | —               | —         | —               | —     | —               | —      | 7               | 0     | 7               | 0        |
| Soroksár (kölcsönben) | 2015–2016        | NB II            | 25              | 0         | 2               | 0     | —               | —      | —               | —     | 27              | 0        |
| Soroksár (kölcsönben) | 2016–2017        | NB II            | 26              | 0         | 0               | 0     | —               | —      | —               | —     | 26              | 0        |
| Soroksár (kölcsönben) | 2017–2018        | NB II            | 11              | 1         | 1               | 0     | —               | —      | —               | —     | 12              | 1        |
| Karrier összesen      | Karrier összesen | Karrier összesen | 62              | 1         | 3               | 0     | 0               | 0      | 7               | 0     | 72              | 1        |